# Vahid Halilhodžić
Vahid Halilhodžić (sinh ngày 15 tháng 10 năm 1952) là một cầu thủ bóng đá người Bosna và Hercegovina, từng là HLV của Đội tuyển bóng đá quốc gia Nhật Bản từ 2015-2018.

## Đội tuyển bóng đá quốc gia Nam Tư
Vahid Halilhodžić thi đấu cho đội tuyển bóng đá quốc gia Nam Tư từ năm 1976-1985.

## Thống kê sự nghiệp
| Đội tuyển bóng đá Nam Tư | Đội tuyển bóng đá Nam Tư | Đội tuyển bóng đá Nam Tư |
| Năm                      | Trận                     | Bàn                      |
| ------------------------ | ------------------------ | ------------------------ |
| 1976                     | 2                        | 0                        |
| 1977                     | 1                        | 0                        |
| 1978                     | 3                        | 4                        |
| 1979                     | 0                        | 0                        |
| 1980                     | 1                        | 0                        |
| 1981                     | 5                        | 4                        |
| 1982                     | 2                        | 0                        |
| 1983                     | 0                        | 0                        |
| 1984                     | 0                        | 0                        |
| 1985                     | 1                        | 0                        |
| Tổng cộng                | 15                       | 8                        |